# Augochloropsis cockerelli
Augochloropsis cockerelli là một loài Hymenoptera trong họ Halictidae. Loài này được Schrottky mô tả khoa học năm 1909.